# Limanu
Limanu é uma comuna romena localizada no distrito de Constanţa, na região de Dobruja. A comuna possui uma área de 76.66 km² e sua população era de 5274 habitantes segundo o censo de 2007.